# Festival de Naples
Le Festival de Naples, également connu sous le nom de Festival del la Chanson Napolitaine, est un concours de chant qui a débuté à Naples en 1952 et s'est arrêté en 1971. Il a été repris en plusieurs éditions de 1981 à 2004. Les représentations, de 1952 à 1970 et l'édition isolée de 1981, ont été diffusées par la Rai, tandis qu'entre 1998 et 2004, dans une version révisée, elles ont été diffusées par Rete 4 (chaîne de télévision appartenant à Mediaset). Depuis 2015, le festival est repris au Teatro Politeama sous le nom de Festival di Napoli Lyric and New Generation. 

## Historique

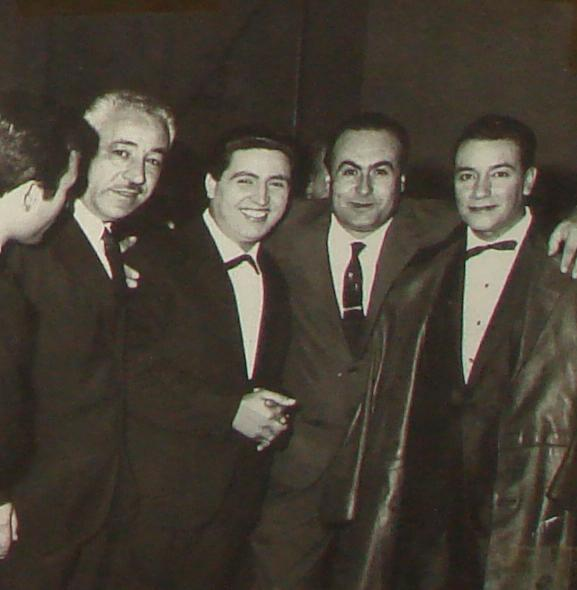
Mario Trevi et Mario Abbate en 1963, au festival de Naples, où ils ont interprété la chanson "Indifferentemente".

En 1932 s'était tenu au casino municipal de Sanremo un premier festival de la chanson napolitaine auquel participèrent des chanteurs comme Carlo Buti, Ferdinando Rubino, Mario Pasqualillo. Un second spectacle se tint en 1933 à Lugano. Les deux manifestations furent organisées par Ernesto Murolo et Ernesto Tagliaferri. La direction artistique fut assurée par le premier et les commentaires musicaux par le second.
Symbole de la chanson napolitaine de la seconde moitié du XXe siècle, le festival de Naples prend naissance dans la cité parthénopéenne en 1952, l'année suivant la création du festival de Sanremo.
Participent au festival de la chanson napolitaine, de 1952 à 1970, les chanteurs napolitains Sergio Bruni, Aurelio Fierro, Nunzio Gallo, Maria Paris, Giacomo Rondinella, Mario Abbate, Gloria Christian, Fausto Cigliano, Franco Ricci, Mirna Doris, Peppino di Capri, Nino Fiore, Gegè Di Giacomo, Tullio Pane, auxquels se joignent, provenant du festival de Sanremo, les chanteurs Carla Boni, Wilma De Angelis, Domenico Modugno, Ornella Vanoni, Claudio Villa et les acteurs Franco Franchi, Oreste Lionello, Renato Rascel et Nino Taranto. 
Au cours des années, le spectacle est présenté par Nunzio Filogamo, Enzo Tortora, Pippo Baudo, Mike Bongiorno, Corrado ou Daniele Piombi. 
Interrompu en 1971, après tant d'efforts d'organisation, il fut restitué à la cité en 1981, prenant le nom de Festival di Napoli '81. Le spectacle, divisé en trois soirées et organisé par la Discografici Associati Napoletani (DAN) avec l'apport de la Rai et le patronage de la Région de Campanie, fut présenté par Franco Solfiti assisté par Maria Laura Soldano, retransmis depuis le cinéma-théâtre Metropolitan de Naples par la chaîne de télévision Rai Tre de 22 heures 30 à la fin et diffusé en direct à la radio sur le second programme de la Rai à partir de 22 heures 45.
Après cette édition, le festival connut une nouvelle pause jusqu'à une dernière tentative de reprise de 1998 à 2004, et une retransmission sur la Rete 4, dans un esprit différent et avec des résultats divers.

## Lauréats

### Festival de la Canzone Napoletana

#### Transmission Rai
- 1952: Nilla Pizzi et Franco Ricci - Desiderio 'e sole
- 1953: Le festival n'a pas eu lieu, car il était initialement prévu qu'il ait lieu tous les deux ans, un choix abandonné par la suite par l'organisation.
- 1954: Tullio Pane et Achille Togliani - Suonno d'ammore
- 1955: Gino Latilla avec Carla Boni et Maria Paris - 'E stelle 'e Napule
- 1956: Grazia Gresi et Aurelio Fierro - Guaglione
- 1957: Marisa Del Frate - Malinconico autunno
- 1958: Nunzio Gallo et Aurelio Fierro - Vurria
- 1959: Fausto Cigliano et Teddy Reno - Sarrà... chi sa?
- 1960: Ruggero Cori et Flo Sandon's - Serenata a Margellina
- 1961: Aurelio Fierro et Betty Curtis - Tu si' 'a malincunia
- 1962: Sergio Bruni ey Gloria Christian - Marechiaro marechiaro
- 1963: Claudio Villa et Maria Paris - Jammo ja'
- 1964: Domenico Modugno et Ornella Vanoni - Tu sì 'na cosa grande
- 1965: Mario Abbate et Isabella Jannetti - Core napulitano
- 1966: Sergio Bruni et Robertino - Bella
- 1967: Nino Taranto et I Balordi - 'O matusa
- 1968: Mirna Doris et Tony Astarita - Core spezzato
- 1969: Aurelio Fierro et Mirna Doris - Preghiera a 'na mamma
- 1970: Peppino di Capri et Gianni Nazzaro - Me chiamme ammore
- 1971: Le festival est interrompu par la Rai avant sa conclusion
- 1981: Mario Da Vinci - 'A mamma

#### Transmission Rete 4
- 1998: Carmelo Zappulla - Sempe (categoria big) / Ylenia - Ehi Pascà
- 1999: Gianni Fiorellino - Girasole
- 2000: Pia Paterno - Sempre con te
- 2001: Mario e Francesco Merola - L'urdemo emigrante
- 2002: Anna Calemme e gli Istentales - Vorrei
- 2003: Roberto Polisano - Amore senza parole
- 2004: Marika[non chiaro] - Astrigneme

### Festival de Naples New Generation
- 2015: Giusi Barone - Voglia d'alluccà
- 2016: Marianna Corrado - Addò me porta 'o mare
- 2017: Antonya Di Iorio - Core e penziero
- 2018: Concetta De Luisa  - Puortame cu' te
- 2019: Antonio Petrosillo - Parlanno 'e te
- 2020: Enrica La Femina - 'Na Vota Ancora / Imma D'Inverno - Sta Città
- 2021: Lino Galiero - 'O sole

## Festival napoletano(Sanremo, 1932)
Liste des chansons, auteurs et chanteurs qui prirent part au Festival napoletano de Sanremo en 1932.
| Chanson                    | Auteurs               | Artiste                                                |
| 'A frangesa                | (Costa)               | Ada Bruges                                             |
| 'A pacchianella d'Uttaiano | (Capurro-Giannelli)   | Carmencita                                             |
| 'A surrentina              | (G.B. & E. De Curtis) | Milly - Armando Falconi                                |
| Adduormete cu' mme         | (Murolo-Tagliaferri)  | Carlo Buti                                             |
| Ammore canta               | (Murolo-Tagliaferri)  | Vittorio Parisi                                        |
| E ddoie catene             | (Murolo-Tagliaferri)  | Carmencita                                             |
| Funiculì funiculà          | (Turco-Denza)         | Ferdinando Rubino                                      |
| Int'a n'ora Dio lavora     | (Murolo-Tagliaferri)  | Clara Loredano - Pina Gioia - Lola Verbana             |
| Lariulà                    | (Di Giacomo-Costa)    | Ensemble                                               |
| Marechiaro                 | (Di Giacomo-Tosti)    | Vittorio Parisi                                        |
| Muntevergine               | (Cinquegrana-Valente) | Mario Pasqualillo - Ferdinando Rubino - Alfredo Sivoli |
| Napule                     | (Murolo-Tagliaferri)  | Ensemble                                               |
| Napule ca se ne va         | (Murolo-Tagliaferri)  | Alfredo Sivoli                                         |
| 'Nbraccio a mme            | (Murolo-Tagliaferri)  | Ferdinando Rubino                                      |
| 'O cunto 'e Mariarosa      | (Murolo-Tagliaferri)  | Ada Bruges                                             |
| 'O paese d"o sole          | (Bovio-D'Annibale)    | Ensemble                                               |
| 'O sole mio                | (Capurro-Di Capua)    | Mario Massa                                            |
| Paraviso e fuoco eterno    | (Murolo-Tagliaferri)  | Mario Pasqualillo                                      |
| Serenatella amara          | (Bovio-D'Annibale)    | Giorgio Schottler                                      |
| Torna a Surriento          | (G.B. & E. De Curtis) | Vittorio Parisi - Ferdinando Rubino                    |
| Totonno 'e Quagliarella    | (Capurro)             | Arturo Gigliati                                        |
| Ve chiammate               | (Murolo-Valente)      | Nicola Maldacea - Milly                                |
| Voce 'e chitarre           | (Murolo-Tagliaferri)  | Clara Loredano                                         |